# Временная петля

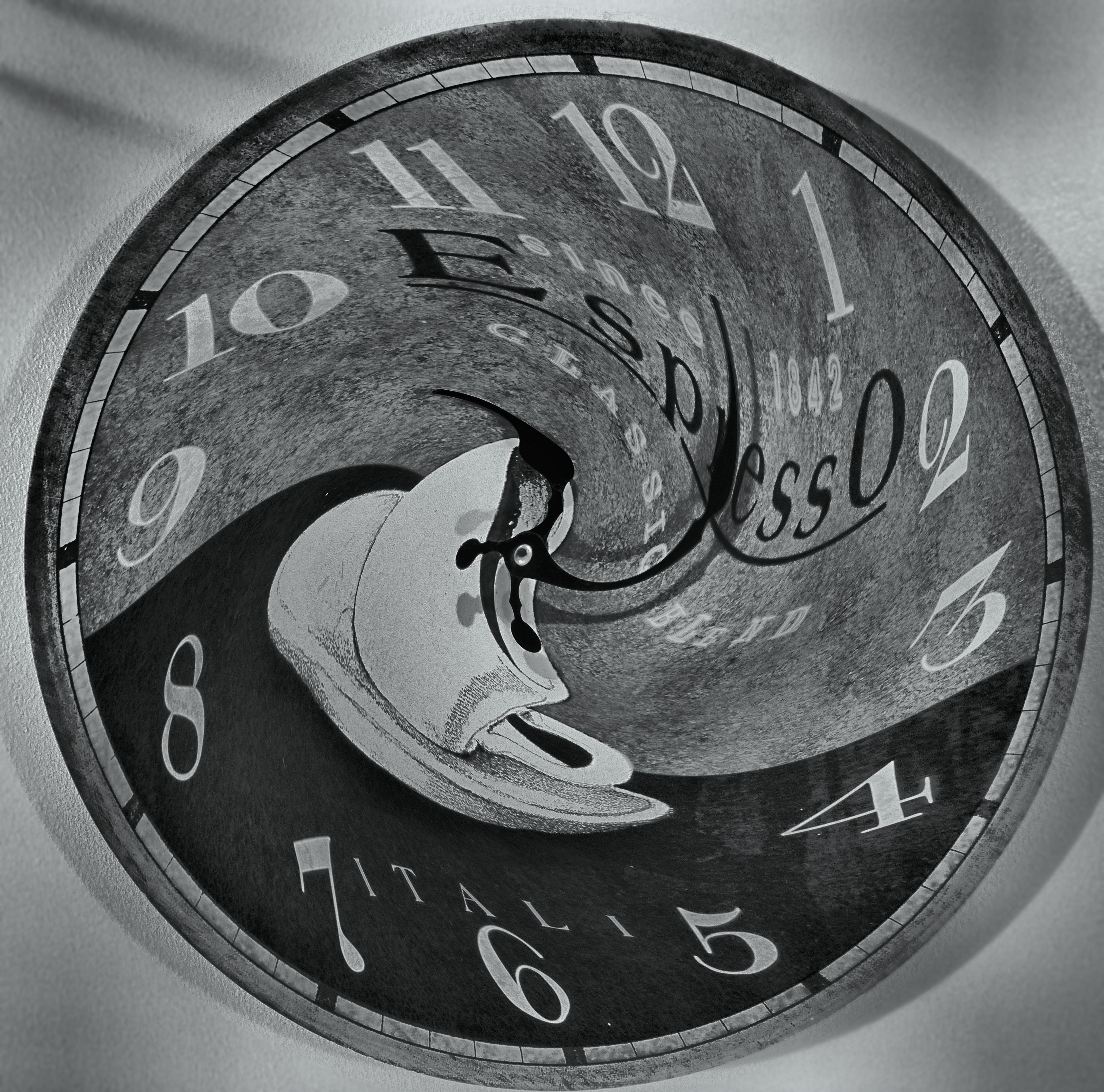

Временна́я петля́ (или «петля времени», «кольцо времени») — литературный или кинематографический сюжет, в котором персонаж или группа персонажей повторно проживает один и тот же отрезок времени, каждый раз возвращаясь к его началу. Это может происходить неоднократно, при этом, как правило, герой сохраняет опыт и воспоминания о «предыдущих» повторениях, тогда как поведение остального мира в точности повторяется, а окружающие ничего не помнят о «предыдущих попытках». Попадание во временную петлю — распространённый сюжетный ход в научно-фантастических произведениях. Один из наиболее известных примеров в современной культуре — кинофильм «День сурка», герой которого вынужден переживать один и тот же день своей жизни множество раз.

## Варианты сюжета
Как правило, временная петля в произведениях встречается в двух видах:
- Персонаж переносится в прошлое из будущего, не подменяя при этом «прошлого» себя, то есть становясь «дубликатом», живущим и действующим параллельно с «оригиналом», который продолжает проживать данный отрезок времени. В отдельных случаях таких перемещений может быть несколько, и тогда одновременно в одном отрезке времени существует «оригинал» персонажа, живущий в этом отрезке первый раз, «первый дубликат», переместившийся в прошлое из наиболее близкого к нему будущего, «второй дубликат», отправившийся в прошлое повторно, и так далее…
- Персонаж оказывается в прошлом на «своём» месте, то есть просто в какой-то момент ощущает себя в том месте и времени, где он уже был, и видит, что вокруг происходят те же события, которые он помнит как уже прошедшие. От всех окружающих его отличает лишь память и способность либо повторить свои действия, либо повести себя как-то иначе, в той или иной мере повлияв на происходящее и изменив то, что для него уже является прошлым. В некоторых вариантах сюжета герой на момент начала повторяющегося отрезка времени не помнит предыдущих повторов, но по каким-то признакам по ходу действия догадывается, что образовалась петля времени, и строит предположения о причинах её возникновения и возможности выхода. Также он может понять, что не в состоянии прямо сейчас решить проблему, и пытаться передать информацию самому себе на следующий «виток», чтобы уже там исправить ситуацию. Очередной повтор начинается либо в определённый момент времени (например, ровно в 00:00 часов следующих суток), либо после какого-либо события, которое неизменно происходит с героем (например, его смерть).

## В литературе
- «Странная жизнь Ивана Осокина» (1910) — повесть П. Д. Успенского.
- «По пятам» (1941) — рассказ Роберта Хайнлайна, в котором героя из 1952 года вызывают в будущее для выполнения некоего важного задания. Как отмечает Константин Мзареулов в книге «Фантастика. Общий курс», после публикации повести Уэллса «Машина времени» в 1895 году идея машины времени почти полвека не развивалась в фантастике. Именно данный рассказ ввёл в литературу тему парадоксов перемещения во времени и временных петель[1].
- «Бесконечная ночь»[фр.] (1952) — рассказ французского писателя Пьера Буля
- «Конец Вечности» (1955) — роман американского писателя-фантаста Айзека Азимова.
- «Дверь в лето» (1955) — роман американского писателя-фантаста Роберта Хайнлайна.
- «Звёздные дневники Ийона Тихого. Путешествие седьмое (147 вихрей)» (1964) — рассказ польского писателя Станислава Лема.
- «Петля Гистерезиса» (1970) — рассказ И. И. Варшавского, в котором историк Курочкин отправляется в первый век н. э. для получения неопровержимых доказательств существования Иисуса Христа.
- «Стальная Крыса спасает мир» (1972) — роман Гарри Гаррисона, в котором Джеймс Боливар ди Гриз отправляется в прошлое, где дважды, в разные отрезки времени расстраивает планы врага, который из-за этого решает уничтожить Джеймса в будущем. Сам Джеймс остаётся рядом с бомбой, которая скоро взорвётся. Из будущего приходит компактная машина времени и аудиозапись, в которой сказано, как обезвредить бомбу. Джеймс возвращается в будущее, где видит, как учёные заканчивают сборку компактной машины времени, и помогает надиктовать аудиозапись.
- «12:01 PM» (1973) — рассказ Ричарда Лупоффа, в котором Майрон Кастлман, обыкновенный человек из Нью-Йорка, обнаруживает, что он снова и снова переживает один и тот же час одного и того же дня. Его временная петля начинается в 12:01 и длится до 13:00. Было создано две экранизации рассказа: короткометражный фильм «12:01 PM» (1990) и телевизионный фильм «Двенадцать ноль одна пополуночи» (1993).
- «Кольцо обратного времени» (1977) — роман Сергея Снегова.
- «Канун банкротства» — рассказ японского писателя Сакё Комацу
- «Подробности жизни Никиты Воронцова» (1984) — короткая повесть А. Н. Стругацкого, в которой главный герой, Никита Воронцов, много раз проживает одну и ту же жизнь, не в силах что-либо по-настоящему изменить в окружающем мире.
- «Круг» (1984) — рассказ В. Н. Комарова, опубликованный в качестве «лирического отступления» в книге «Занимательная астрофизика» (В. Н. Комаров, Б. Н. Пановкин, 1984).
- «Мальчик и ящерка» (1985), роман из трилогии «Голубятня на жёлтой поляне» Владислава Крапивина.
- «Лорд с планеты Земля» (1996) — роман-трилогия Сергея Лукьяненко. В первой повести «Принцесса стоит смерти» главный герой (Сергей), как последний официальный претендент, участвует в Рыцарском Турнире, чтобы спасти империю и стать мужем принцессы. Столкнувшись в поединке с Шоррэем, текущим победителем Турнира, Сергей в последний момент избегает поражения, используя доставшееся ему оружие Сеятелей, которое отбрасывает его в прошлое к началу операции. В конечном итоге Сергей убивает Шоррэя, используя память об их прошлом бое.
- «Жизнь Сурка, или Привет от Рогатого» (2004) — рассказ Владимира Покровского о человеке, который раз за разом переживает одну и ту же жизнь, всякий раз обрываемую одним и тем же убийцей.
- «Прежде чем я упаду» (2010) — роман Лорен Оливер.
- «Дом странных детей» (2012) — роман американского писателя и сценариста Ренсома Риггза.
- «Всадники времени» (2010) — роман Алекса Скарроу, в котором герои живут именно в такой петле, там названной «Пузырём времени».
- «День Счастья» (2014) — рассказ Илии Майко, в котором показан утопический мир будущего: вместо того, чтобы, умирая, попадать в мир иной, люди соглашаются на т. н. «зацикливание»: они выбирают один, самый счастливый для себя день и остаются в нём навсегда, бесконечно его повторяя.
- «Пустая шкатулка и нулевая Мария» (2009—2015) — ранобэ Эйдзи Микагэ, в одной из частей которого герои переживают один и тот же день не менее 27 тысяч раз. В финальном томе главный герой, находясь уже в другой петле, пережил около 400 тысяч циклов.
- Право на месть (2017) — роман Дениса Шабалова. Главный герой, поступив ошибочно в одном временном промежутке, снова возвращается туда уже в качестве двойника. И снова проходит всё заново.
- Vita Nostra (2007) — роман М. и С. Дяченко. Главной героине дважды приходится побывать во временной петле, чтобы достигнуть определённых для неё сверхъестественными силами целей.
- «Мать Учения» (2021) — Роман писателя Домагоя Курмаича.

## В кино
- «Взлётная полоса» (1962) — в результате экспериментов с сознанием герой понимает, что смерть человека в аэропорту, свидетелем которой он был в детстве, была смертью его самого, переместившегося из постапокалиптического будущего.
- «Властелины времени» (1982) — полнометражный мультфильм. Взрослый Силбад вместе с друзьями своего отца пытается спасти самого себя с планеты Мортис, которую раса Властелинов времени отбрасывает в прошлое, задолго до момента гибели на ней родителей маленького Пьеля.
- «Назад в будущее» (1985) — по сюжету Чак Берри не написал песню Johnny B. Goode, а в 1955 году его кузен Марвин Берри услышал её на школьном танцевальном вечере, где подросток, прибывший из 1985 года, Марти Макфлай, исполнял этот хит, уже зная его как написанный Чаком Берри в 1955-м.
- «Зеркало для героя» (1987) — герои попадают в прошлое, где один и тот же день 8 мая 1949 года постоянно повторяется, хотя жители городка не замечают этих повторений.
- Серия фильмов про Терминатора, в первом фильме уже немного постаревший Джон Коннор из будущего посылает солдата (который в итоге станет его отцом), чтобы тот спас его мать от робота-убийцы; в четвёртом же фильме повзрослевший Джон защищает своего пока ещё молодого будущего отца, чтобы через несколько лет отправить его в прошлое.
- «12:01 PM» (и ремейк — «Двенадцать ноль одна пополуночи», 1993) — в «петлю времени» попадает весь мир, но только один персонаж знает об этом, поскольку только он помнит события предыдущих циклов.
- «День сурка» (1993) — фильм Гарольда Рэмиса по мотивам истории Дэнни Рубина. Фил Коннорс «застревает» в одном и том же Дне сурка. Перепробовав множество вариантов вырваться из петли времени, он добивается своего, посвятив роковой день полезным и добрым делам и обратив на себя внимание Риты, в которую он был безнадёжно влюблён. Фильм породил множество подражаний и дал своё имя, «день сурка», варианту сюжета временной петли, в котором человек по непонятной причине бесконечно проживает один и тот же день, пока не осознает, что он делает неправильно, и не исправит ситуацию.
  - «Снова голый» (2000) — шведский фильм, пародирующий «День сурка».
  - «День хомячка» (2003) — российская комедийная пародия на «День сурка».
  - «Уже вчера» (2004) — комедийный ремейк фильма «День сурка» про застрявшего в одном дне героя.
- «Патруль времени» (1994)
- «12 обезьян» (1995)
- «Провал во времени» (1997)
- «Байки у костра» (1997) — в третьей новелле («Медальон») призрак отца девушки появлялся в доме и исчезал в колодце.
- «Беги, Лола, беги» (1998)
- «Донни Дарко» (2001) — главный герой под руководством мистической фигуры в костюме кролика проживает виток «временной петли» таким образом, что спасает любимых от гибели.
- «11:14» (2003) — хоть события фильма и не являются в прямом смысле временной петлёй, зритель переживает множество раз один и тот же момент фильма, произошедший в 11:14.
- «Детонатор» (2004) — главные герои открывают способ перемещения во времени, что приводит к возникновению многочисленных «витков», каждый из которых в дальнейшем развивается самостоятельно.
- «Гарри Поттер и узник Азкабана» (2004) — под конец фильма Гарри и Гермиона используют Маховик времени, чтобы спасти Сириуса
- «Пиджак» (2005)
- «Дежа вю» (2006) — Агент АТФ Даг Карлин получает возможность совершать путешествия во времени, расследуя обстоятельства взрыва, произошедшего на новоорлеанском пароме. Оказавшись в прошлом, он встречает женщину, которую должны убить, и в итоге влюбляется в неё.
- «Бесконечное рождество» (2006) — молодой композитор, сочинитель рождественских песенок, вынужден справлять Рождество в компании бывшей жены, её родителей и сына-подростка. И тут оказывается, что он проживает праздничный день снова и снова. Герою придётся серьёзно поломать голову, чтобы поставить свою жизнь на нормальные рельсы.
- «Вторсырьё[англ.]» (2006) — героине раз за разом придётся переживать собственное убийство.
- «Последний день лета» (2007)
- «1408» (2007) — после того как Майкл Энслин пережил час в номере 1408, таймер, который показывал время начал отсчёт заново. После по телефону ему сообщают что он может страдать и страдать, или же воспользоваться быстрой выпиской из номера (то есть покончить с собой). Он решает сделать коктейль Молотова и сжечь номер. Это срабатывает и после происходят разные события. В прокатной концовке его вытаскивают пожарные и он выживает выбравшись из временной петли. В режиссёрской концовке Майкл погибает и уже его призрак в разрушенном номере встретился со своей умершей дочерью Кэт.
- «Временная петля» (2007) — герой попадает во временную петлю, снова и снова переживая нападение незнакомца.
- «Предчувствие» (2007) — домохозяйка Линда с двумя детьми, утром узнаёт от полицейского о том, что её муж погиб в автокатастрофе, но на следующий день он оказывается жив. И так повторяется ежедневно, Линда понимает, что может изменить ход событий.
- «Треугольник» (2009) — главная героиня после кораблекрушения понимает, что оказалась во временной петле, переживая одни и те же события уже не первый раз; в конце фильма она готова начать новый «виток».
- «Территория тьмы» (2009) — Парочка молодожёнов, Джина и Ричард, во время ночной поездки через пустыню сбивают мужчину. Подобрав раненого, влюблённые едут за помощью, но очнувшийся пассажир набрасывается на них. В конечном итоге, пассажиром оказывается сам Ричард, попавший во временную петлю.
- «Часто задаваемые вопросы о путешествиях во времени» (2009) — трое приятелей совершают хаотичные перемещения во времени, заходя в туалет в пабе, то и дело натыкаясь на свои копии и в итоге меняя своё будущее.
- «Дверь (нем.)» (2009) — герой получает возможность вернуться в прошлое и спасти от гибели свою дочь, которая в его прошлом погибла по его вине. Но, защищаясь от своего двойника в прошлом, случайно убивает его. Он пытается снова добиться доверия дочери и любви жены, но узнаёт, что он не один такой в этом городе, кто пришёл из будущего исправлять свои ошибки в прошлом и избавился от своего двойника.
- «Повторяющие реальность» (2010) — трое молодых пациентов реабилитационной клиники застряли в ловушке времени. Каждый день они просыпаются в одном и том же чудовищном дне. И каждый день им необходимо его пережить. Можно ли остаться человеком в этом бесконечно повторяющемся лабиринте?
- «Исходный код» (2011) — Солдат по имени Коултер мистическим образом оказывается в теле неизвестного мужчины, погибшего в железнодорожной катастрофе. Коултер вынужден переживать чужую смерть снова и снова до тех пор, пока не поймёт, кто — зачинщик катастрофы.
- «Петля времени» (2012) — наёмному убийце Джо предстоит застрелить будущую версию самого себя, посланную в прошлое криминальным боссом. Но каждый раз после убийства его отрезок жизни повторяется, поэтому однажды Джо решает поступить иначе.
- «Тайна перевала Дятлова» (2013) — двое главных героев, оставшихся в живых ближе к концу фильма, пытаясь спастись от двух страшных антропоморфных существ, проходят в портал и перемещаются в 1959 год, после чего превращаются в тех самых двух существ, от которых они же, спустя 53 года и «спаслись».
- «Лимб» (2013) — на первый взгляд, Лиза с её младшим братом и родителями — совершенно обыкновенная семья, ведущая спокойную, размеренную жизнь. Но никто, кроме девочки, не подозревает, что они проживают один и тот же день уже не в первый раз…
- «Дом в конце времён» (2013) — Дульче, осуждённая за убийство мужа 30 лет назад, выходит из тюрьмы и возвращается в свой Дом, где и произошло преступление. Воссоздавая по крупицам цепь тех ужасных событий, главная героиня понимает, что всему виной время.
- «Патруль времени» (2014) — главный герой — агент времени, пытается найти террориста-подрывника и предотвратить чудовищный взрыв, который разрушит половину Нью-Йорка. На фоне этого расследования разворачивается история его собственной жизни, в которой вербовка самого себя на службу в патруль времени — это самое «безобидное», что приходится делать. И в каждой миссии нельзя отступать ни на шаг от задания, иначе — увольнение через смерть.
- «Грань будущего» (2014) — в будущем, во время сражений с напавшей на Землю инопланетной расой, майор Кейдж снова и снова проживает один и тот же день, пытаясь найти уязвимость пришельцев и спасти человечество.
- «Интерстеллар» (2014)
- «Хочу — не могу (англ.)» (2014) — пародия на «День сурка» в молодёжном стиле.
- "Инцидент (англ.) " (2014) — две параллельные истории о людях, попавших в ловушку бесконечных пространственно-временных петель. В одной — бесконечная лестница, в другой — бесконечная дорога, обе петли замыкаются сами на себе. Время в петлях сбрасывается каждый день, но персонажи, попавшие в ловушку, продолжают стареть внутри петель. Каждая история заканчивается смертью одного из персонажей от старости, и лишь тогда зрителю открывают связь между ними.
- «Доктор Стрэндж» (2016) — в финале фильма Доктор Стрэндж с помощью глаза Агамотто, создал временную петлю, чтобы договориться с демоном Дормамму.
- «Дом странных детей мисс Перегрин» (2016)
- «Арка» (2016) — главные герои застревают во временной петле в запертой лаборатории. Они пытаются защититься от бандитов в масках, и сохранить разработанный новый источник энергии, который может спасти человечество.
- «Матрица времени» (2017)
- «Счастливого дня смерти» (2017) — главная героиня находится в петле времени, проживая день, который заканчивается её смертью.
- «Паранормальное» (2017)
- «LEGO Супергерои DC: Флэш» (2018). В компьютерном мультфильме супергерой Флэш попадает во временную петлю, устроенную ему антигероем Обратным Флэшем.
- «Шериф (сериал)» — 4 сезон. Главный герой капитан Шериф переживает одно и то же событие и смерть, пока не понял, как предотвратить преступление.
- «Во время грозы» (2018)
- «Счастливого нового дня смерти» (2019) — сиквел фильма «Счастливого дня смерти» 2017 года.
- «Любовь. Свадьба. Повтор» (2020)
- «Где-то во времени» (2020)
- «Зависнуть в Палм-Спрингс» (2020)
- «День курка» (2021)

## В телесериалах
- «11.22.63» — мини-сериал, в котором главный герой несколько раз возвращается в одну и ту же точку времени, чтобы попытаться предотвратить убийство Кеннеди.
- «За гранью» — сюжет пятого сезона полностью посвящён созданию устройства, которое необходимо для создания петли времени.
- «Дневники вампира» — начало шестого сезона. Попав на ту сторону, Деймон и Бонни проживают один и тот же день в Мистик-Фоллс 1994 года.
- «Звёздные врата» — из-за звёздных врат Земля попала под действие временной аномалии и проживает одни и те же шесть часов снова и снова. О том, что происходит, знают только Джек и Тил’к. Они должны убедить в этом остальных и разорвать цепочку временной ловушки (4 сезон, 6 серия «Окно возможностей»).
- «Вавилон-5» — эпизоды 16, 17 «Война без конца» часть 1 и 2, сезон 3.
- «Звёздный путь: Следующее поколение» — эпизод «Причина и следствие» (5 сезон, 18 серия).
- «Звёздный путь: Энтерпрайз» — эпизод «Будущее время» (англ. Future Tense, 2 сезон, 16 серия): кораблём «Энтерпрайз» (NX-01) перехвачен заброшенный одноместный звездолёт из будущего, чей пилот, землянин, давно погиб. Как выяснилось, этот корабль излучает особую «временную» радиацию, из-за которой, по-видимому, Малкольм Рид и Трип Такер повторяли беседу о путешествии во времени несколько раз. Также повторялось вынимание боеголовки торпеды Ридом и капитаном Джонатаном Арчером. В обоих случаях повторения почувствовал Рид.
- «Новый день» — из-за временной петли герой проживает один и тот же день снова и снова, пытаясь выяснить обстоятельства загадочного убийства.
- «За гранью возможного» — эпизод «Петля времени» (2 сезон, 1 серия) — при помощи машины времени героиня убивает серийных маньяков-убийц.
- В «Дежавю» эксперимент по телепортации создаёт разрушительную червоточину, которая заставляет одного из учёных переживать несколько часов раз за разом, пытаясь найти и устранить причину катастрофы. С каждым циклом, петля «затягивается», ведь реальность не терпит таких возмущений и время стремится вперёд, и у него каждый раз всё меньше и меньше времени.
- «Доктор Кто»: серии «Карнавал монстров», «Город смерти», «Момент Армагеддона», мини-выпуски «Пространство и Время», «Инфорарий», серии «День отца», «Не моргай», «Большой взрыв», «Свадьба Ривер Сонг», «Ангелы захватывают Манхэттен», «Ограбление во времени», «Перед потопом», «Ниспосланный с небес».
- «Непрекращающаяся свадьба», эпизод телесериала «Эврика» (Сезон 3.0: 2008)
- «Повтори-ка?», эпизод телесериала «Семь дней» (Первый сезон)
- «Сверхъестественное» («Чёрная дыра», 3 сезон, 11 серия) — Винчестеры оказываются в загадочном месте, где события одного дня повторяются снова и снова; в результате Сэму предстоит вновь и вновь переживать смерть брата.
- «Зачарованные» («Дежавю на всю семью», 1 сезон, 22 серия) — демон Темпус поворачивал время вспять каждый раз, когда посланник тёмных сил Родригес терпел неудачу. Убийца настигает Зачарованных снова и снова, пока те не разрывают временную петлю, созданную Темпусом, и не спасают свои жизни. Действие также можно наблюдать в «Хороший, плохой и проклятый», 3 сезон, 14 серия — жители города времён Дикого Запада переживали один и тот же день, всегда заканчивающийся смертью индейца Бо, пока в этот процесс не вмешались сёстры.
- «Отбросы» — начиная с 6 серии 1 сезона и в течение нескольких серий 2 сезона в критических случаях главных героев выручает загадочный парень в маске. Во втором сезоне выясняется, что он и есть один из этих главных героев, переместившийся из будущего, которое мы увидим только в 8 серии 3 сезона.
- «Чудеса науки» («Пульт для Вселенной», 1 сезон, 2 серия)
- «Счастливы вместе» («День хорька», 6 сезон, 16 серия) — Гена Букин присвоил себе выигрышный билет лотереи и из-за содеянного попадает во временную петлю одного дня.
- «Секретные материалы» («Понедельник», 6 сезон, 14 серия) — Фокс Малдер встречает девушку, снова и снова проживающую один и тот же день.
- «Зена — королева воинов» («Бесконечный день», 3 сезон, 2 серия) — Зена пытается остановить вражду между двумя семьями, но каждый раз просыпается в том же дне.
- "Кровные узы (телесериал) («5:55», 2 сезон, 3 серия) — Пытаясь найти загадочный антиквариат, Викки постоянно переживает один и тот же день своей жизни.
- «Библиотекари» («…и Точка спасения») — эксперимент по созданию квантового компьютера с помощью магического артефакта из Атлантиды приводит к созданию временной петли в лаборатории, в которую попадают и Библиотекари. Иезекииль является единственным, кто знает, что они в петле. Позже он понимает, что они на самом деле попали в компьютерную игру, и «петля» — возвращение в точку «сохранения» при гибели персонажа.
- «Известный Джет Джексон» — в одной из серий Джет переживает один и тот же день три раза, пытаясь исправить проблемы с отцом (с которым он должен был отправиться на рыбалку), прабабушкой (которую он обидел комментарием о её овсянке), учителем литературы (который разозлился, когда Джет пытался прочитать «Ворон» под рэп-музыку) и подругой (над которой он насмеялся из-за её розовых волос). На третий раз ему всё удаётся, но он узнаёт, что всё это было лишь сном, но зато всё уладилось само собой (отец спас ребёнка, прабабушка смягчилась, учитель одобрил интересный подход Джета и подруга поняла, что Джет был прав).
- Дважды в телесериале «Флэш» Барри ненароком отматывает время на день назад, что позволяет ему предотвращать катастрофу. Оба раза он замечает двойника, бегущего рядом во время первого цикла. Во время путешествия назад он и является этим двойником, а оригинал исчезает. В первый раз Барри пытается создать воздушную стену, быстро бегая взад и вперёд по берегу, чтобы остановить цунами, созданный Марком Мардоном. Ради этого он ускоряется больше обычного и прорывает метрику пространства-времени. Во второй раз план по захвату Вэндала Сэвиджа проваливается, и многие герои гибнут, тогда как злодей уничтожает Централ-сити. Убегая от волны разрушения, Барри опять создаёт дыру в пространстве-времени. К счастью, оба раза ему удаётся предотвратить катастрофу. При этом Циско удаётся вспоминать обрывки из уже несуществующей реальности, что указывает на то, что он тоже является метачеловеком. В 14 серии 5 сезона дочь Барри Аллена после смерти одного члена команды Флэша перезагружала последний час 52 раза, пока не удалось одолеть убийцу, убивавшего кого-то из членов команды в каждом временном цикле.
- В сериале «Хранилище 13» герои неоднократно возвращаются в прошлое, чтобы разрешить очередные загадки.
- «Холистическое детективное агентство Дирка Джентли» — в конце первого сезона главные герои узнают, что они находятся во временной петле.
- «Универ. Новая общага», 119 серия — У Антона получился день сурка, то есть то, что было у него вчера, сегодня повторяется точно так же.
- «Тёмная материя», 3 сезон, 4 серия.
- «Легенды завтрашнего дня», 3 сезон, 11 серия. Зари обнаруживает себя в петле времени, каждый цикл которой заканчивается взрывом корабля.
- «12 обезьян», в 8 серии 2-го сезона Кассандра отправляется в прошлое, чтобы убить Каталину Джонс по просьбе Каталины Джонс из будущего, чтобы предотвратить создание машины времени, но после убийства она оказывается в том же месте в то же время, когда прибыла из будущего. В новом цикле из будущего за ней отправляется Коул, чтобы уговорить не убивать учёную. Кассандра снова совершает убийство, но герои снова оказываются в исходной точке петли. Тогда они пробуют не убивать учёную, но это не разорвало петлю времени. Только после того, как они спасли дочь Каталины Джонс и похитили её, скрыв от матери спасение дочери, из-за которой та должна построить машину, герои освобождаются из петли времени.
- «Тайны Смолвиля», 12 серия 5 сезон. Кларк перезапускает день снова, чтобы спасти подругу от смерти в автокатастрофе, но в результате теряет отца.
- Тьма — Действие сериала разворачивается в вымышленном городке Винден (Германия) и рассказывает истории четырёх семей, истории которых тесно переплетаются друг с другом, а также с прошлым, настоящим и будущим Виндена.
- Матрёшка (телесериал) — Два главных героя проживают временную петлю, которая каждый раз заканчивается их смертью.
- Агенты «Щ.И.Т.» — Главные герои попадают в ловушку во временном вихре. После того, как прошло несколько событий всё внезапно начинает повторяться, а «Зефир» становится ближе к центру вихря с каждым проходящим циклом. Единственные, кто это замечает, агенты Дейзи Джонсон и Фил Колсон (ЖСМ), которые в момент входа в вихрь находились в криокамерах. (7 сезон, 9 серия «Каким я всегда был»).
- «Волшебники» — телесериал, главные герои которого попадают во временную петлю в 6 серии 5 сезона.
- Гости из прошлого — главный герой Сергей попадает в квартиру времён 80-х в СССР из-за того что тот поторопился и зашёл в комнату которая не до конца успела преобразоваться при работе машины времени. Теперь он не может покинуть квартиру, прожить день до конца или умереть так как он из-за этих действий возвращался обратно спящим на полу. Единственный его шанс вернуться обратно в своё время, это разобраться как работает машина времени, что находится в его квартире.
- «Король: Вечный монарх» — Южнокорейский телесериал, действие которого разворачивается в двух параллельных мирах: Королевства Корея и Республика Корея. Ли Гон, современный император Королевства Корея, проходит врата (червоточину) чтобы попасть в параллельный мир и узнать тайны своего прошлого. Он встречает детектива Чон Тэ-ыль и узнаёт её по служебному удостоверению личности, которое оставил неизвестный спаситель Ли Гона в поворотный момент детства: убийства его отца. Именно в день смерти образовалась временная петля, которую героям предстоит разорвать дабы спасти параллельные миры от катастрофы.

## В аниме и мультфильмах
- «All You Need Is Kill» — Кэйдзи Кирия, солдат-новобранец, постоянно погибает в сражении с пришельцами, после просыпаясь утром предшествующего дня. Весь доступный ему временной цикл — от пробуждения до гибели, он подчиняет интенсивным тренировкам и анализу ошибок предыдущего цикла.
- «Re: Zero kara Hajimeru Isekai Seikatsu» — Главный герой, хикикомори Нацуки Субару, попадает в альтернативную реальность и получает способность возвращаться к определённой точке в прошлом после того, как умирает. Также он прямо в самом произведении назвал эту способность временная петля (исходя из знаний, которые он получил в своём родном (человеческом) мире).
- «Steins;Gate» — главный герой Окабэ Ринтаро множество раз отправляется в прошлое с целью предотвратить смерть своей подруги детства Сиины Маюри.
- «Higurashi no Naku Koro ni» — Фурудэ Рика снова и снова проживает отрезок июня, пытаясь спасти деревню от гибели, и постепенно находит способ вырваться из замкнутого круга.
- «Mahou Shoujo Madoka Magica» — Акэми Хомура, получив силу останавливать и отматывать время, после смерти своей подруги (а также возлюбленной), Канамэ Мадоки, отматывает время на месяц назад, попадая в петлю, где Канамэ Мадока каждый раз умирает с приходом Вальпургиевой ночи. Хоть Акэми Хомура и находится в теле девочки четырнадцати лет, из упоминаний о количестве перемещений во времени (около ста раз) можно составить её приблизительный возраст — 22 года.
- «Меланхолия Харухи Судзумии» (арка «Бесконечная Восьмёрка») — главные герои переживают летние каникулы 15 532 раза.
- «Наруто Сиппудэн» (586 глава манги) — Итати Утиха использует технику "Идзанами" против Кабуто Якуси и заставляет переживать Кабуто один и тот же момент несколько раз, тем самым образуя временную петлю.
- «MAX. Динотерра» (22 серия) — Макс и Лина создали портал внутри портала с помощью бусин времени, что создало петлю во времени и Мастер Теней застрял во времени навсегда.
- Крутые бобры (серия «На неделю назад») — Дэггет, долгое время донимавший Норберта, был отправлен последним в нокаут, в результате чего очутился утром на неделю назад. Желая испробовать новые способы приколов над братом, Дэг снова и снова отправлялся Норбом в нокаут и перемещался в прошлое ровно на одну неделю.
- «Финес и Ферб» (серия «Последний день лета») — старшая сестра Финеса и Ферба пытается раз за разом разоблачить их перед мамой, а злой учёный Фуфелшмерц старается спасти отношения с дочерью и успеть разорвать петлю времени до наступления временного коллапса.
- «Смешарики. Пин-Код» (обе части серии «День Биби»), где Биби из-за сбоя программы попал во временную петлю, пытаясь во избежание взрыва Шаролёта остановить Лосяша, и если теория Биби ошибочная — решить проблему чтобы взрыв Шаролёта не наступил.
- «Футурама» (26 серия 7 сезона) — после того, как Фрай и Лила отжили свою жизнь в остановленном времени, за ними прилетает профессор Франсворт и спрашивает, не хотят ли они начать всё сначала. Герои дают положительный ответ, и они втроём перемещаются в прошлое. Оттого получается, что вся временная линия Футурамы — одна большая петля времени.
- «Подозрительная Сова» (4 сезон 20 серия) — по сюжету серии из-за симулятора виртуальной реальности, подкинутого ФБР и замаскированного под обычную подушку, главный герой Сова проживает свой день рождения снова и снова. В конце каждой «попытки» происходит ядерный взрыв. Сова перепробовал все варианты спасения людей, все шутки и т. п., после чего он приходит к выводу арестовать президента Гуся, ведь только он может активировать запуск ядерной бомбы, нажав на кнопку в ядерном чемоданчике. Тем временем сотрудники ФБР отключили Сове симулятор и тот побежал арестовывать президента. Но выясняется, что никакой бомбы у президента не было, и что он развлекался с проститутками. В связи с этим шокирующим событием Гуся отправили в отставку, Горилла стал исполняющим обязанности президента, полицейский участок перешёл под контроль ФБР, а Сову и его друзей-детективов увольняют. К слову в этом же сериале в 8 сезоне 24 серии, главный герой снова попадает в петлю времени, каждый раз он оказывается в белой комнате в которой открывается портал, который переносит его в прошлое на арену где он погиб, каждый раз после смерти или убийства главного аниагониста Матки Динозавра, Сова возвращается обратно на арену. В конце серии узнаётся что всё дело в тормозухе которой он был измазан вместе с Маткой, именно благодаря ей они застряли в петле времени.
- «Бурдашев» (2 сезон 18 серия) — находясь в тюрьме, Бурдашев рассказывает зэкам историю о том как он попал в петлю времени в «день помощи всем заключённым», суть этого дня в том что все жители Среднеуральска, собирали вещи и подарки своим родственникам и друзьям оказавшимся в тюрьме, собрав все вещи он ехал в тюрьму на грузовике с целью доставить все вещи заключённым, но каждый раз по пути его останавливает ДПС и каждый раз его отправляют в тюрьму где ему делают ректальный досмотр, после которого он каждый раз оказывается в своей постели и проживает свой день заново.
- «Kono Yo no Hate de Koi o Utau Shōjo YU-NO» (весь сериал) — Такуя Арима, главный герой, получает «Отражатель» от своего отца, который позволяет создавать параллельные миры, но не более одного. Такуя каждый раз, когда наступает какой-либо сложный или критический момент, создаёт «сохранение», а после, в случае провала, переноситься назад. Все эти события же сохраняются в «древе Вринды».
- «Трансформеры: Кибервселенная» — временная петля в 3 сезоне появляется, как разработка Квинтессонов для выкачивания энергии из Автоботов и Десептиконов, для своих интересов, созданный «Учёным» который он и управляет. Первая названа — Парад, Вторая — Санитарная Чистка (у этой версии другое название). Эта версия временной петли затрагивает лишь только тот объект, к которому было подключено (как и на весь отряд, и даже на всю фракцию), а не на целую планету или вселенную.
- «Jojo’s Bizzare Adventure: Diamond is Unbreakable» (арка «Another One Bites the Dust») — одна из способностей главного злодея Diamond is Unbreakable, Киры Эсикаге, под названием «Bites the Dust» заключается в отматывании времени на час назад после своей активации — взрыва того человека, что попытается узнать личность Эсикаге. В следующем повторе взрывы повторяются в то же время даже без попыток узнать личность Киры, что создаёт временную петлю, заканчивающуюся активацией.

## В видеоиграх
- «Alan Wake's American Nightmare» — Алан Вейк вынужденно переживает историю в трёх частях из-за своего двойника, мистера Скретча.
- Трилогия «Prince of Persia» — главный герой, в первой части игры, постигает способность «отматывать время назад», с помощью артефакта — кинжала времени, и освобождает песок времени, превращая своего отца и всех воинов в песчаных зомби. Во второй части Принц пытается помешать созданию самого песка времени на мистическом острове времени, тем самым предотвращая развитие катастрофических событий первой части. Изменив свою судьбу ранее, в третьей же части Принц, по возвращении в родной Вавилон, осознаёт, что тем самым вверг родной город в войну и разруху.
- «TimeShift» — главный герой с помощью специальной Бета-экипировки может замедлять, останавливать и инвертировать время, то есть «перематывать назад». В конце сюжетной линии герой узнаёт о временной петле, ловушке, созданной им самим, в которую оказывается затянут, и в то же время вызывает глобальный парадокс.
- «Singularity» — Натаниэль Ренко с помощью МВП (мобильный временной преобразователь, созданный на основе E-99) может перемещаться между 2010 и 1950-ми годами через временные разломы, которые появились из-за огромного количества элемента E-99. В конце игры узнаёт, чтобы замкнуть петлю, ему нужно убить самого себя. Хотя после этого он опять переживает повтор, только уже в другой ветке истории.
- «Call of Duty: Black Ops 2 Zombies. Mob of the Dead» — Артур Арлингтон, Билли Хендсом, Сальватор ДеЛука и Финн О’Лири попадают во временной цикл, из которого им предстоит выбраться. Игрокам представляется возможность либо разорвать цикл убив Билли, Сала и Финна, либо продолжить его существование, убив Ала.
- «Бесконечное лето» — главный герой Семён попадает в прошлое, где в пионерлагере «Совёнок» из-за временной петли вынужден проживать одну неделю раз за разом.
- Игра-головоломка с элементами мистики «Oxenfree», где временные петли — важный элемент сюжета и игрового процесса.
- Также можно назвать The Stanley Parable, в которой после почти каждой концовки игра начинается заново, тем самым давая возможность сыграть по другой ветке сюжета. Также Рассказчик иногда переводит Главного героя в начало игры, чтобы составить изменения в игре.
- «Call of Duty: Black Ops 2 и Call of Duty: Black Ops 3» — Танк Демпси, Николай Белинский, Такео Масаки и Эдвард Рихтгофен запускают определённую цепь событий, которая приводит к частичному разрушению вселенной. После чего некий Доктор Монти, обладающий сверхчеловеческими способностями, отправляет героев далеко в прошлое, чтобы сохранить вселенную. Находясь в прошлом, герои противостоят Великому Злу, которому не смогли дать отпор в настоящем и оставляют разные сообщения и предметы для самих себя из настоящего.
- «Life Is Strange» — главная героиня Макс Колфилд, обладающая способностью перематывать время, по своей воле (но несколько раз не по своей) возвращается в прошлое и предотвращает будущие события и изменяет собственные решения.
- «My Name is You» — главный герой (по имени Ты) попадает в ситуации, в которых видит себя со стороны. В зависимости от принятых игроком решений можно открывать различные истории, в которых герой ранее участвовал, а затем является очевидцем.
- «Outer Wilds» — главный герой, безымянный исследователь космоса, попадает во временную петлю длительностью 22 минуты. Вместе с этим разрушается окружающая его солнечная система. Каждый раз после начала нового цикла звезда через 22 минуты превращается в сверхновую и взрывается, убивая героя. Смерть от любых других причин также приведёт игрока в начало цикла.
- «Twelve Minutes» — главный герой застревает в временной петле, продолжительностью в двенадцать минут, теперь он обречен снова и снова переживать ужасные мгновения. Единственный выход — воспользоваться знаниями о том, что вот-вот произойдет, изменить ситуацию и вырваться из петли.
- «Deathloop» — страдающий амнезией главный герой Кольт оказывается во временной петле на вымышленном острове Чёрный риф. Его задачей является устранение в течение одного дня восьми целей — визионеров, обитающих в разных частях острова, что приведёт к разрушению цикла.

## В других произведениях
- Клип «Mark Van Dale With Enrico — Power Woman» по аналогии с «День сурка» каждый раз просыпается в одно и то же время, выходит на прогулку и знакомится с девушкой, попутно исследуя происходящую обстановку.
- Клип «11 minutes» Yungblud. Герой просыпается с отмеренными 11-ю минутами на то, чтобы спасти жизнь своей девушки, погибающей в автокатастрофе, но не успевает. Петля заканчивается тогда, когда он смиряется с её смертью.
- Клип «Ocean Avenue» Yellowcard. Герой убегает от преследователей, преодолевая препятствия, но история повторяется каждый раз, когда он выпадает из окна. Петля заканчивается, когда герою всё-таки удаётся преодолеть все препятствия и сесть в машину.